# Tổ chức sự kiện

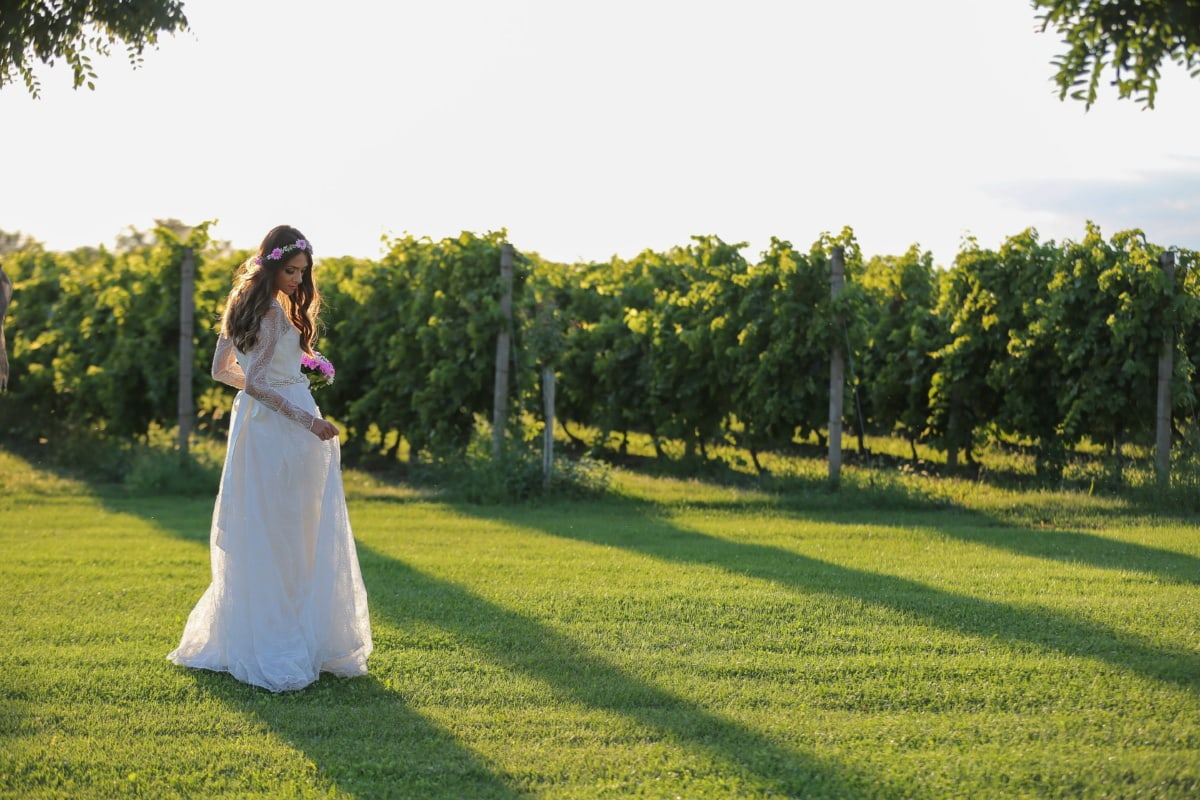
Đám cưới tại một vườn nho

Tổ chức sự kiện hay quản lý sự kiện (tiếng Anh: event management) là việc tổ chức thực hiện các phần việc cho một chương trình, sự kiện diễn ra, từ khi nó bắt đầu hình thành trong ý tưởng cho đến khi nó kết thúc. Bắt đầu bằng việc lên ý tưởng, kịch bản, thiết kế, thi công và tổ chức.
Các hoạt động tổ chức sự kiện bao gồm nhiều lĩnh vực: cá nhân, xã hội, thương mại, kinh doanh, giải trí, thể thao,… thông qua các hình thức như roadshow, hội nghị, họp báo, triển lãm, lễ hội, … nhằm mục đích truyền đi những thông điệp mà người làm sự kiện muốn công chúng của mình nhận thức được.

## Phân loại
- Press release: PR Event, các hoạt động thông cáo báo chí
- Activation Event (Product Launch Event): Event tung sản phẩm
- Event show: trình diễn
- Shopper Event: sự kiện tại điểm bán hàng
– Bussiness event: là các sự kiện liên quan đến lĩnh vực kinh doanh
– Corporate events: Là các sự kiện liên quan đến doanh nghiệp như lễ kỷ niệm ngày thành lập, hội thảo, hội nghị,…
– Fundraising events: Là các sự kiện nhằm mục đích gây quỹ
– Exhibitions: Là các hoạt động triển lãm
– Trade fairs: Là việc tổ chức các hội chợ thương mại
– Entertainment events: Các sự kiện mang tính chất giải trí
– Concerts/live performances: Các bổi biểu diễn trực tiếp, đêm hòa nhạc,..
– Festive events: Là các lễ hội, liên hoan, Festive,…
– Government events: Là các sự kiện của các cơ quan nhà nước như đại hội đảng, hội nghị trung ưng đảng,…
– Meetings: Là các buổi gặp gỡ giao lưu, họp hành,…
– Seminars: Là các buổi hội thảo chuyên đề
– Workshops: Bán hàng
– Conferences: Là các buổi Hội thảo
– Conventions: Là các buổi Hội nghị
– Social and cultural events: Các sự kiện về văn hoá, xã hội
– Sporting events: Các sự kiện trong lĩnh vực thể thao
– Marketing events: Các sự kiện liên quan tới marketing
– Promotional events: Các sự kiện kết hợp khuyến mãi và xúc tiến thương mại
– Brand and product launches: Các sự kiện liên quan đến thương hiệu, sản phẩm…